# 晨羽
晨羽（1986年7月17日—），台灣網路小說家，世新大學日本語文學系學士。自高中開始在網路上發表第一部小說，2011年以《深海》一作榮獲兩岸文學PK大賽評審團特別獎。

## 作品一覽

### 已出版作品（商周出版社）
- 2009年《深海》ISBN 9789862721742
- 2011年《藍空》ISBN 9789862722336

### 已出版作品（城邦原創）
- 2005年《來自天堂的雨》

- 2007年《紙星星》
- 2011年《十二夢》（2015年10月29日出版雙面書衣珍藏版）ISBN 9789869212885
- 2012年《別來無恙》ISBN 9789868905214（2022年10月27日出版紀念版，收錄番外《今夜月色很美》）
- 2013年《載著流星的人》（限定通路版收錄番外小冊《啊，有流星！貓系大哥的願望》、《啊，有流星！犬系二哥的願望》）ISBN 9789868905252
- 2013年《月亮先生》ISBN 9789868993808

- 2014年《姊姊》ISBN 9789869050531

- 2014年1月17日《來自天堂的雨》出版【珍藏版套書】，收錄番外〈來自天堂的雪〉

- 2014年10月24日《紙星星》出版【珍藏版套書】

收錄番外〈最後那一眼〉 封面繪師 柳宮燐
- 2015年《溫柔時光》（限量珍藏版收錄番外《六年來的謎》） ISBN 9789869105590
- 2015年《春日裡的陽》ISBN 9789869151962

- 2016年《長夜》ISBN 9789869246934
- 2016年《剪刀石頭布》ISBN 9789869293785

- 2017年《噓，木頭人》（限量珍藏版收錄番外《名為他的雨天》）ISBN 9789869412339
- 2017年《黑白，猜不猜》ISBN 9789869470636

- 2018年《深海》（全新修訂典藏版，收錄番外〈日落下的祕密〉）ISBN 9789869529976
- 2018年《藍空》（全新修訂典藏版，收錄番外〈他的背影〉）ISBN 9789869529983
- 2018年《來自何方》（上）ISBN 9789869652223
- 2018年《來自何方》（下）ISBN 9789869652261

- 2019年《如果你也聽說》ISBN 9789869755481

- 2020年《赤瞳者01記憶》ISBN 9789869890748
- 2020年《赤瞳者02英雄》ISBN 9789869941112

- 2021年《看見雪的日子》ISBN 9789869941174
- 2021年《赤瞳者03宿主》

- 2022年《赤瞳者04母親》
- 2022年《流沙》（同名未出版作品改編）
- 2022年8月19日《來自天堂的雨》出版【紀念版套書】、【限量作者印簽版套書】

收錄番外〈來自天堂的雪〉、〈雨後的未來〉，封面繪師 左萱 ZuoHsuan
- 2022年10月27日《紙星星》出版【紀念版套書】、【限量作者印簽版套書】

收錄番外〈最後那一眼〉，封面繪師 左萱 ZuoHsuan
- 2024年2月27日《兄妹》（上）
- 2024年8月1日《兄妹》（下）

- 2024年11月28日《月亮先生》出版【十年紀念版】、【浪漫插畫限量書衣版】

收錄番外〈月亮代表誰的心〉，封面繪師 小河少年Kawa
- 2025年2月11日《載著流星的人》出版【紀念版套書】

收錄番外〈啊，有流星！鯨魚女孩的願望〉，封面繪師 小河少年Kawa
- 2025年7月31日《黑暗純愛三部曲》：《看見雪的日子》、《流沙》、《兄妹》出版【書盒紀念版】

### 已出版作品（悅知文化）
- 2021年《一的情書》ISBN 9789865101602
- 2022年《死神第3部門：追憶》ISBN 9789865102111
- 2022年12月21日《死神第3部門II：明天》封面繪師 渣子JAZISBN 9789865102616
- 2024年12月6日《一的情書》【新版】 封面繪師 瑞讀

### 已出版作品（春天出版社）
- 2020年《聽你說愛我》（Sophia，尾巴，笭菁，晨羽合輯） ISBN 9787556032044
- 2023年3月30日《相愛的瞬間》（Misa，Sophia，笭菁，晨羽合輯）
- 2023年8月31日《給你的情歌》【海邊漫步版】、【耳機版】（Misa，Sophia，笭菁，晨羽合輯）
- 2025年《你是我的歸途》（Misa，Sophia，笭菁，晨羽合輯）

### 已出版作品（皇冠出版社）
- 2022年《附身》ISBN 9786269604265

### 已出版作品（時報出版社）
- 2025年7月15日《他們的青春風暴》（上）【附贈透卡版】、【作者親簽版】
- 2023年7月4日《初戀》

### 已出版作品（簡體版）
- 2015年《別來無恙》ISBN 9787556032044 長江少年兒童出版社

### 未出版作品
- 2016年《你沒別的事做了嗎？》

## 獎項
| 得獎經歷 | 得獎經歷                          | 得獎經歷         |
| 日期     | 獎項                              | 備註             |
| -------- | --------------------------------- | ---------------- |
| 2011年   | - 兩岸文學PK大賽評審團特別獎      | 長篇小說《深海》 |
| 2015年   | - 博客來華文大眾小說暢銷作家第5名 |                  |
| 2015年   | - 金石堂暢銷作家TOP20第19名       |                  |
| 2016年   | - 博客來華文大眾小說暢銷作家第4名 |                  |
| 2016年   | - 金石堂暢銷作家TOP20第14名       |                  |
| 2017年   | - 博客來暢銷華文類型作家第3名     |                  |
| 2017年   | - 金石堂暢銷作家TOP20             |                  |
| 2018年   | - 博客來暢銷華文類型作家第6名     |                  |
| 2019年   | - 博客來暢銷華文類型作家第8名     |                  |

## 外部連結
- （繁體中文）晨羽小小窩
- （繁體中文）晨羽的po （页面存档备份，存于）
- （繁體中文）平凡就好 （页面存档备份，存于）